# Török Bálint (hunyadi főispán)
(III.) Enyingi Török Bálint (1580-as évek – 1603) hunyadi főispán.
A család leghíresebb tagjának, Török Bálintnak a dédunokája, II. Török János és Iffju Anna fia, enyingi Török Katalin öccse. Székely Mózes hadseregében már igen fiatalon kapitány lett, a hunyadi főispánságot családja öröklött jogán töltötte be. 1603-ban, Székely Mózes bukása után, hogy Basta Györggyel való ellenséges viszonyát rendezze, a törökök fogságába esett olasz grófot, Caprioli Tamást kiszabadította. Az olasz gróf háláját az ifjú Török Bálint már nem érhette meg, nem sokkal később Hunyad várában pestisben elhunyt.
Felesége valószínűleg az erdélyi nemesi családból származó Zalasdi Borbála volt.